# Igor' Šuvalov
Igor' Ivanovič Šuvalov (in russo И́горь Ива́нович Шува́лов?; Bilibino, 4 gennaio 1967) è un politico russo, dal maggio 2018 Presidente della società di sviluppo statale VEB.RF (ex-Venšeconombank). In precedenza è stato dal maggio 2012 al maggio 2018 Vice Primo Ministro della Russia nel governo di Dmitrij Medvedev e dal maggio 2008 al maggio 2012 nel secondo governo di Vladimir Putin. Come Vice Primo Ministro era responsabile del bilancio federale e della politica economica russa.
Ha il grado civile di Consigliere di Stato effettivo della Federazione Russa di 1ª classe.
A causa del sostegno all'invasione russa dell'Ucraina,  è sotto le sanzioni di 27 paesi dell'UE, Gran Bretagna, Stati Uniti, Canada, Svizzera, Australia, Giappone, Nuova Zelanda.

## Biografia
Igor' Šuvalov è nato nel gennaio 1967, nella città di Bilibino in Čukotka, dove i suoi genitori erano andati a lavorare. Si è diplomato al liceo a Mosca nel 1984. Dopo una bocciatura all'università nel 1984-1985, ha lavorato come assistente di laboratorio presso l'Ekos Research Institute.
Dal 1985 al 1987 ha svolto il servizio militare obbligatorio nell'esercito sovietico, quindi si è iscritto alla scuola tecnica. Successivamente si è immatricolato alla Facoltà di Giurisprudenza dell'Università Statale di Mosca e si è laureato in Giurisprudenza nel 1993. Dopo la laurea, Šuvalov è stato assegnato come addetto al dipartimento legale del Ministero degli Affari Esteri. Nello stesso anno entra a far parte dello studio legale 'ALM Consulting', dal nome di Aleksandr Mamut dove ALM sta per le sue iniziali AL Mamut. Šuvalov è stato avvocato senior, poi socio amministratore fino al 1997. Lo studio è affiliato all'Ordine degli avvocati di Mosca. Nel 1995-1996, Šuvalov è diventato co-fondatore di Stalker, una società per azioni aperta all'ingrosso (OJSC), Fanteim, una OJSC immobiliare, RANDO Società per azioni (JSC), un produttore di beni di consumo e il consorzio bancario di Channel One Russia JSC, che ha consolidato il capitale delle banche che detenevano partecipazioni in Public Television of Russia JSC (ORT). 
Nel 1997, Šuvalov è stato nominato capo del dipartimento del registro statale della proprietà federale nel comitato statale della Federazione russa per la gestione della proprietà statale, dove era responsabile della cooperazione con le istituzioni finanziarie e rappresentava gli interessi dello stato nei consigli di amministrazione dei direttori di Rosgosstrakh e Sovcomflot. Nel gennaio 1998, Šuvalov è stato nominato viceministro del demanio. Nel febbraio 1998 è stato nominato membro del consiglio di amministrazione della televisione pubblica russa.

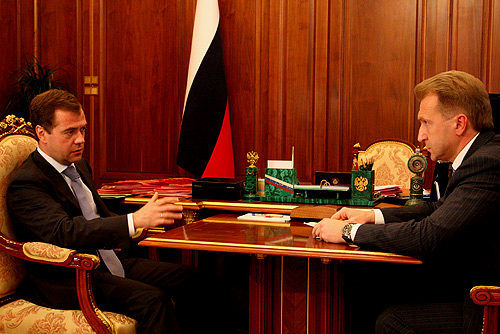
Šuvalov (a destra) con il presidente Medvedev, 2008

## Controversie

### Accuse di conflitto di interessi
Nel dicembre 2011, la Securities and Exchange Commission degli Stati Uniti ha rilasciato informazioni sulla partecipazione di Šuvalov "ad accordi per l'acquisizione di beni negli Stati Uniti per un importo di 319 milioni di dollari, oltre alla concessione a Šuvalov di un prestito per questi scopi per un importo di 119 milioni di dollari a un tasso astronomico del 40% annuo".

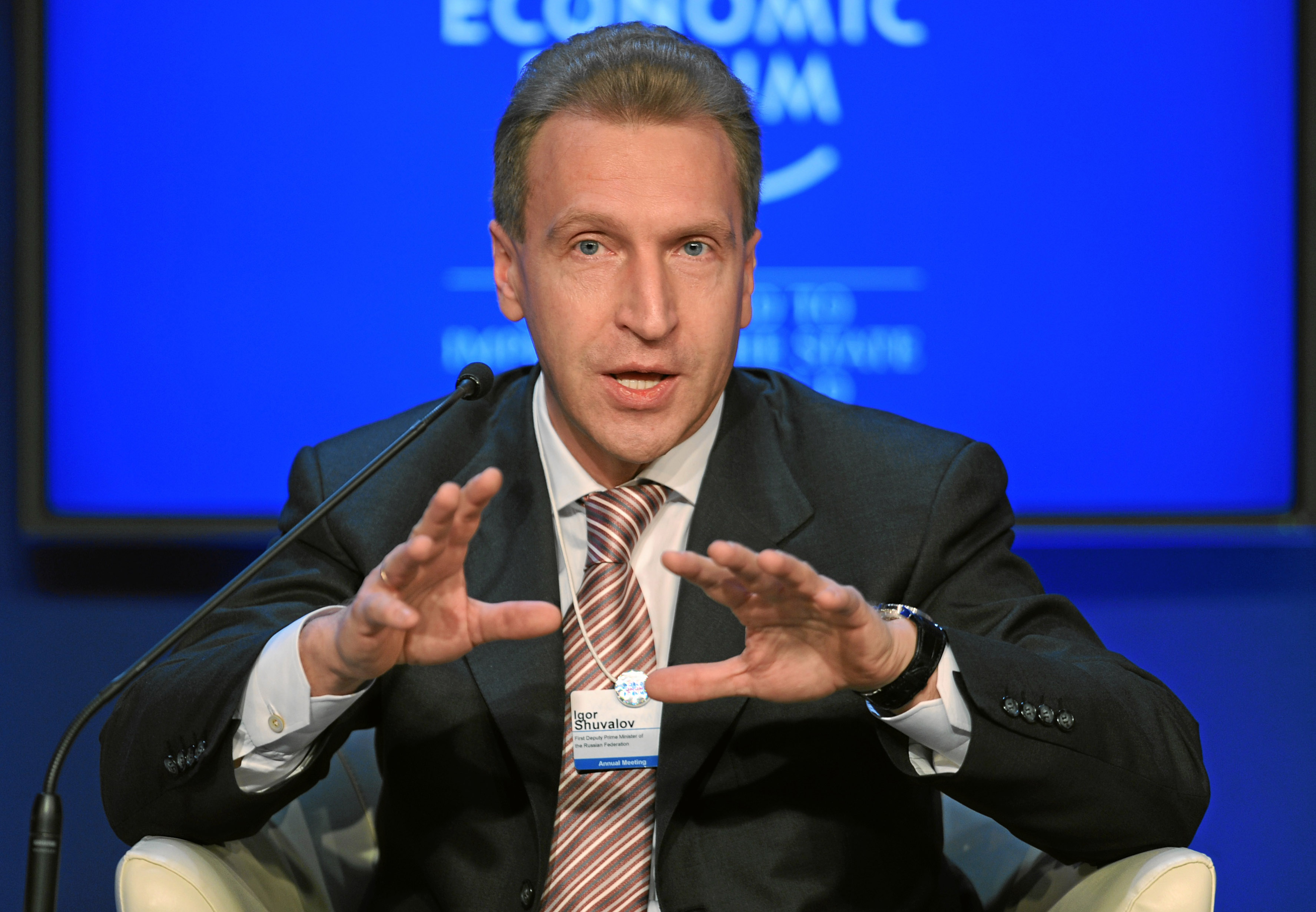
Šuvalov durante il WEF nel 2011

Nel marzo 2012, il Financial Times e il Wall Street Journal hanno riferito che la famiglia di Igor' Šuvalov ha acquistato azioni di Gazprom per un valore di circa 18 milioni di dollari tramite Sevenkey, una società registrata alle Bahamas. Due giorni dopo, Alexei Navalny ha pubblicato sul suo blog copie di documenti che indicavano che il conto aziendale di Šuvalov aveva ricevuto trasferimenti di decine di milioni di dollari da società che, secondo Navalny, erano di proprietà dei miliardari Roman Abramovich e Alisher Usmanov .
Il primo vice primo ministro ha reagito prontamente alle pubblicazioni dei media occidentali rilasciando la seguente dichiarazione: "Per quanto riguarda la dichiarazione dei miei redditi e quelli della mia famiglia, ho sempre affrontato la questione in modo eccezionalmente responsabile. Come avvocato, ho ho sempre seguito le regole e i principi relativi ai conflitti di interessi. I fondi che ho guadagnato come uomo d'affari, che ora sono in un fondo fiduciario, costituiscono la base della mia indipendenza da diverse parti interessate, nel prendere le mie decisioni come funzionario".
Artëm Dymskoj, socio dello studio legale ALM Feldmans, ha affermato che le informazioni sulle attività del fondo familiare di Igor' Šuvalov potrebbero essere state diffuse dal suo ex avvocato Pavel Ivlev, il quale, avendo le dita appiccicose, era attualmente ricercato dall'Interpol con l'accusa di appropriazione indebita di 2,4 miliardi di dollari da parte della YUKOS.
Dymskoy ha inoltre confermato che "Ivlev sta agendo a danno della famiglia Šuvalov distorcendo deliberatamente i fatti... Crediamo che Ivlev stia deliberatamente manipolando i fatti e le circostanze reali per presentare un quadro a lui favorevole, e lo sta facendo esclusivamente per portare avanti i suoi scopi e obiettivi politici".
Nel febbraio 2012, i media hanno riferito che Pavel Ivlev aveva rapporti d'affari e accordi finanziari con Aleksej Naval'nyj, poiché Ivlev aveva assunto Naval'nyj come proprio avvocato nel caso YUKOS. L'Ufficio del procuratore generale della Federazione Russa ha effettuato un controllo e non ha riscontrato irregolarità nelle fonti di reddito della famiglia Šuvalov.
Il 10 aprile 2013 Igor Šuvalov ha incontrato i redattori delle principali pubblicazioni e ha presentato la sua dichiarazione patrimoniale per il 2011, menzionando la società Severin Enterprises che era stata al centro dell'attenzione dei media. Severin Enterprises è una società offshore nella giurisdizione delle Isole Vergini britanniche , di proprietà al 100% di Olga Šuvalov, moglie del Primo Vice Primo Ministro della Federazione Russa.

## Vita privata
Igor Šuvalov è sposato con Ol'ga Viktorovna Šuvalova. Il reddito della moglie di Šuvalov in due anni è stato di oltre 1 miliardo di rubli: ha guadagnato 642 milioni di rubli nel 2009 e 365 milioni nel 2008. È una figura importante nel mondo degli affari impegnata nella vendita di beni immobili nell'attività offshore del Centro di innovazione di Skolkovo, e la negoziazione di azioni di società russe di materie prime.
Gli Šuvalov hanno due figli e due figlie. Dopo aver frequentato la Scuola di Economia di Mosca (in russo «Московской экономической школе»?), il figlio maggiore, Evgenij (nato nel 1993), ama il nuoto e gli sport equestri, ha prestato servizio nelle forze speciali della flotta del Pacifico con sede sull'isola Russkij dal 2011 al settembre 2012, il 31 luglio 2013 è diventato proprietario di una compagnia di jet d'affari charter utilizzando la società Global Jet per gestire il suo Bombardier Global Express e l'11 maggio 2018 ha ottenuto un Gulfstream G650 per la sua compagnia. La figlia maggiore Marija (nata nel 1998) studia danza classica all'Accademia statale di coreografia di Mosca ed è stata una ginnasta ritmica con Irina Viner. La figlia minore Anastasija è nata nel 2002 e il figlio più giovane è nato nel 2010.

### Ricchezza
Secondo i dati ufficiali sul patrimonio e sul reddito per il 2009, il reddito annuo di Šuvalov ammontava a circa 6,5 milioni di rubli; quelli di sua moglie sono circa 642 milioni. La proprietà degli Šuvalov comprende diversi appartamenti e terreni con edifici, oltre a sette auto. Secondo il quotidiano Vedomost la famiglia Šuvalov ha una casa in Austria e un appartamento nel Regno Unito. Nella dichiarazione patrimoniale e sui redditi del 2011 Šuvalov contrassegna i beni immobili all'estero come "in uso", poiché ha trasferito tutti i beni di famiglia in un trust cieco.
Secondo la dichiarazione depositata e pubblicata nel 2012 sul sito web del governo della Federazione Russa, Igor' Šuvalov è il membro più ricco del governo. Il suo reddito ammontava a 226.386.929 rubli. Nello stesso anno la moglie Olga Shuvalova guadagnò 222.009.378 rubli.
Nel 2014, Foreign Policy ha riferito che la ricchezza di Šuvalov era di 220 milioni di dollari.
La stampa copre regolarmente lo stile di vita stravagante di Šuvalov. Il Times ha scritto che "usa un jet privato da 38 milioni di sterline per trasportare i corgi di sua moglie alle mostre canine in tutta Europa". Šuvalov possiede una coppia di appartamenti a Londra da 15,3 milioni di dollari.  Il Washington Times si è occupato della controversia che circonda la presunta proprietà di Šuvalov di un enorme appartamento da 9,4 milioni di dollari a Mosca.